# Chiesa di San Raimondo Nonnato (Pula)
La chiesa di San Raimondo Nonnato è un edificio religioso situato a Pula, centro abitato della Sardegna sud-orientale. Consacrata al culto cattolico, fa parte della parrocchia di San Giovanni Battista, arcidiocesi di Cagliari.

Chiesa un tempo campestre ormai inglobata nell'abitato di Pula. Edificata nel 1709 dai padri mercedari, appartenenti al medesimo ordine religioso di san Raimondo, fu poi venduta all'asta insieme al convento della Madonna della Mercede di cui allora faceva parte.